# Fritz Umgelter
 (avril 2025).
Si vous disposez d'ouvrages ou d'articles de référence ou si vous connaissez des sites web de qualité traitant du thème abordé ici, merci de compléter l'article en donnant les références utiles à sa vérifiabilité et en les liant à la section « Notes et références ».
En pratique : Quelles sources sont attendues ? Comment ajouter mes sources ?
Fritz Umgelter (né le 18 août 1922 à Stuttgart, mort le 9 mai 1981 à Francfort-sur-le-Main) est un réalisateur allemand de cinéma et de télévision.

## Biographie
Il commence une carrière d'acteur au Hessisches Staatstheater puis participe à la Seconde Guerre mondiale. Il étudie ensuite la philologie à Strasbourg, Tübingen et Munich. Il devient décorateur au théâtre de Tübingen puis fait de la mise en scène à Augsbourg et Wiesbaden. En 1951, il reçoit un poste de réalisateur à la Hessischer Rundfunk puis la direction du service de la fiction, du divertissement et du documentaire.
Walter Oehmichen (de) qui l'a connu à Augsbourg et est réalisateur à Francfort l'invite à travailler ici. Comme il n'a pas d'équipement d'enregistrement de disponible, Fritz Umgelter met en scène en 1953 et 1954 huit émissions pour la HR en direct du Augsburger Puppenkiste (de). En tant qu'indépendant, il travaille à Augsbourg, Wiesbaden, Munich et Vienne.
Umgelter n'a réalisé que sept longs métrages pour le cinéma. Bien que ces œuvres n'ont pas été particulièrement appréciés par la critique, ses mises en scène et ses scénarios pour la télévision, pour laquelle il a livré plus d'une centaine d'œuvres dans des genres différents, font de lui un pionnier de la télévision. Il met en scène des épisodes de Tatort et le téléfilm Der Winter, der ein Sommer war (de).

## Filmographie
Cinéma
- 1957 : La Loi du vice (de) (Alle Sünden dieser Erde)
- 1958 : Le péché commence avec Ève (Mit Eva fing die Sünde an)
- 1958 : L'Amour en musique (Wenn die Conny mit dem Peter)
- 1961 : Seul le vent (Nur der Wind)
- 1965 : Jerry Cotton G-man agent C.I.A. (Schüsse aus dem Geigenkasten)
- 1967 : La Dernière Compagnie (de) (Eine Handvoll Helden)

Téléfilms (sélection)
- 1954 : Der kleine Prinz
- 1955 : Der Hund von Baskerville
- 1955 : Molière spielt in Versailles
- 1955 : Schiffchen zu 100 Francs
- 1956 : Der Flüchtling
- 1959 : Aussi loin que mes pas portent (de) (So weit die Füße tragen)
- 1962 : Wer einmal aus dem Blechnapf frißt
- 1962 : Montserrat
- 1962 : Und Pippa tanzt
- 1963 : Freundschaftsspiel
- 1963 : Den Tod in der Hand
- 1963 : Dantons Tod
- 1963 : Der schlechte Soldat Smith
- 1964 : Die Physiker
- 1966 : Der gute Mensch von Sezuan
- 1967 : Bratkartoffeln inbegriffen
- 1967 : Nobile
- 1969 : Epitaph für einen König
- 1973 : Der Vorgang
- 1974 : Im Vorhof der Wahrheit (de)
- 1975 : Des Christoffel von Grimmelshausen abenteuerlicher Simplizissimus
- 1976 : Der Winter, der ein Sommer war (de)
- 1979 : Revolution in Frankfurt
- 1980 : Die Weber

Séries télévisées
- 1960 : Am grünen Strand der Spree (de)
- 1973 : Les Aventures extraordinaires du baron von Trenck (Die Merkwürdige Lebensgeschichte des Friedrich Freiherrn von der Trenck)
- 1974 : Benjowski (de)
- 1974 : Arsène Lupin Saison 2, épisode 12 : Double Jeu.
- 1975-1981 : Tatort (5 épisodes)
  - 1975 : Die Rechnung wird nachgereicht
  - 1976 : Zwei Flugkarten nach Rio
  - 1977 : Flieder für Jaczek
  - 1977 : Feuerzauber
  - 1981 : Schattenboxen
- 1979 : Zora la rousse (Die Rote Zora und Ihre Bande)
- 1981-1982 : Das Traumschiff (de) (6 épisodes)